# 結城合戦
結城合戦（ゆうきかっせん）は、永享12年（1440年）に関東地方で起こった室町幕府と結城氏ら関東の諸豪族との間の戦いである。

## 概要
永享7年（1435年）からの鎌倉公方・足利持氏と補佐役の関東管領・上杉憲実の対立から永享10年（1438年）に永享の乱が発生、持氏は敗れて自殺、鎌倉府は滅亡した。乱後に6代将軍・足利義教が実子を鎌倉公方として下向させようとすると、永享12年（1440年）3月に持氏の残党や下総の結城氏朝・持朝父子などが永享の乱で自殺した持氏の遺児を擁立し、室町幕府に対して反乱を起こす。
幕府方は総大将・上杉清方や今川範忠・小笠原政康などの諸将や関東の国人などを討伐のために派遣して、永享12年7月29日、氏朝らの立てこもった結城城を包囲した。
嘉吉元年（1441年）4月16日、結城氏朝・持朝は敗北し討死し、城は落城した。持氏の遺児のうち、春王丸、安王丸は義教の命を受けた長尾実景によって美濃で殺され、永寿王丸（後の足利成氏）は京都に送られた。
ただし、近年の研究では、成氏の幼名は万寿王丸が正しいこと、更に万寿王丸は信濃国の大井持光の庇護下のまま少年期を過ごしており、京都に護送されたのは遅れて上杉軍に捕らえられた弟の乙若（後に出家して定尊）であったと考えられている。

## その後
戦火は鎌倉公方の支配下にあった奥州にも飛び火し、持氏の叔父でありながら永享の乱で幕府側に寝返った篠川公方・足利満直が結城氏を支持する諸将に討たれ、翌年には京都において結城合戦の祝勝会の名目で招かれた将軍・義教が家臣の赤松満祐に暗殺された（嘉吉の乱）。義教は次男である義永を次の鎌倉公方に任命するべく工作していたが、自身の死によって挫折することになった。
文安3年（1446年）に関東諸将の要請で持氏の遺児・成氏の鎌倉帰還が実現、鎌倉府が復活したが、成氏は後に上杉氏と対立、享徳の乱を起こした。
結城合戦は永享の乱の延長線上の出来事であるが、合戦の規模は永享の乱よりも大きい。結城合戦を描いた『結城合戦絵詞』も存在する。なお、読本『南総里見八犬伝』は父親と一緒に結城側で戦った里見義実が、死を決意した父親と別れて落ち延びるところから始まる。

## 関連作品
軍記物
- 推定浅井了意著『鎌倉管領九代記』は結城合戦の記事が詳しい。風間小太郎は同書で結城合戦のとき寄手の上杉清方の密使を務めたとされる相模国足下郡に住み慣れし忍びの上手である。

小説
- 南原幹雄『天下の旗に叛いて』 (結城氏朝・持朝)

漫画
- 河村恵利『青野赤原-室町足利伝』

ボードゲーム
- 瀬戸利春『武士ライフ２号：結城合戦』